# Толегетай баба
Толегетай баба (каз. Төлегетай баба) — известный акын и бий. Являлся одним из тех, кто стоял у истоков образования Казахского ханства. Акыны племени Найман считают, что он является их предком (роды Матай, Каракерей, Садыр, Тортуыл)

## Биография
Впервые о Толегетай баба написал Мухамеджан Тынышпаев, Толегетай Суйинишулы — личность историческая, внук Наймана (от Наймана — Белгибай, от него — Суйиниш, от которого — Толегетай). Он вел за собой войска, заботился о народе, думал о его единстве.
А его такие напутствия, как: «Наблюдай за окружением», «Сумей следить за всеми четырьмя сторонами», «Пусть будут целы — все, как едины», «При кочёвке будьте рядом, пусть дым из ваших домов вьются прямо», «Делитесь друг с другом огнём» призывают к единству народ, подразумевает важность равноправия между собой.
Мавзолей Толегетай Суинишулы включен в перечень 100 сакральных объектов Казахстана от Кызылординской области.